# Никитин, Иван Никитич (революционер)

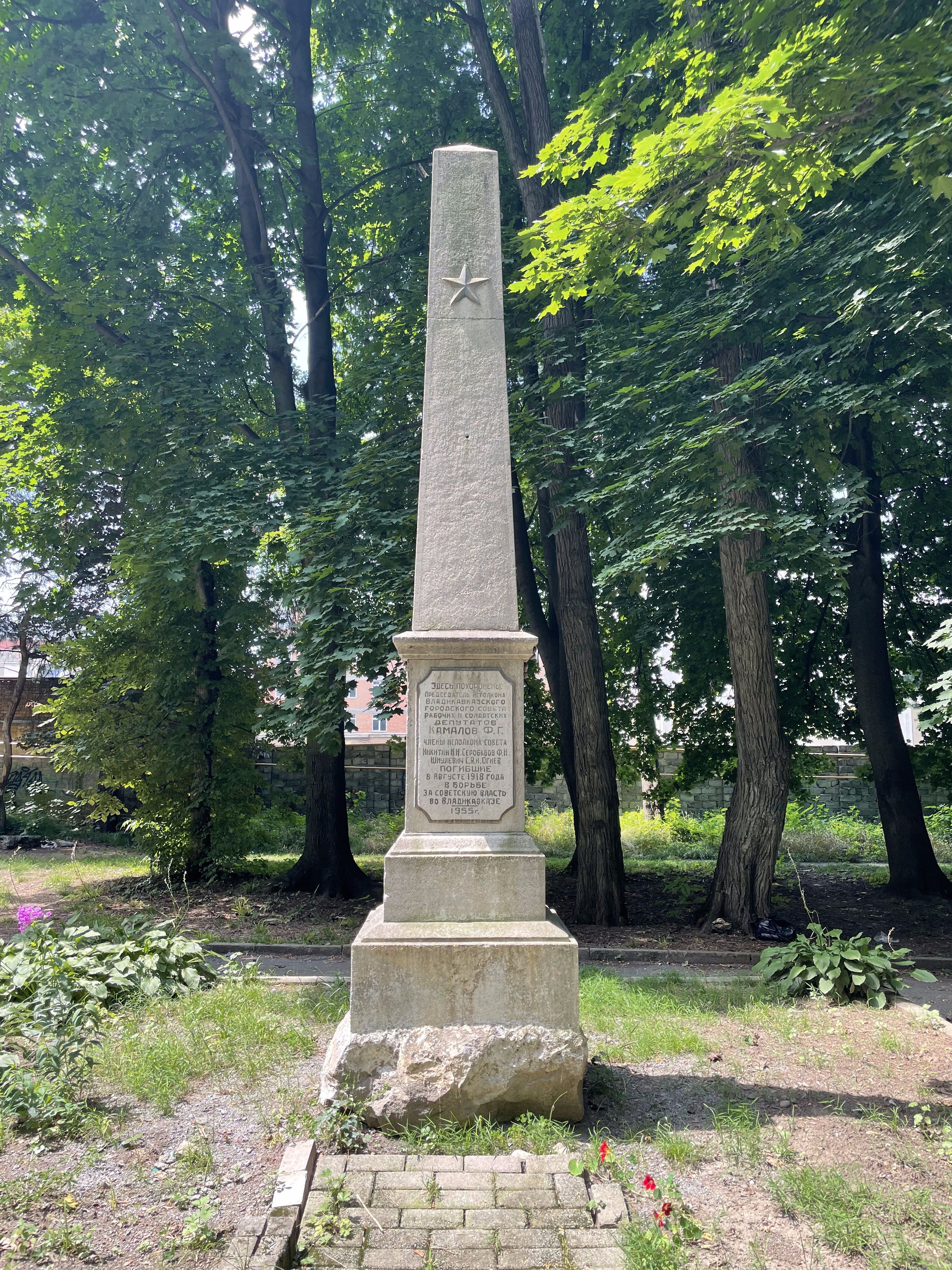
Братская могила в Комсомольском парке, Владикавказ

Ива́н Ники́тич Ники́тин (1878 год, Москва, Российская империя — 1918 год, Владикавказ, Терская советская республика) — революционный деятель, комиссар труда и промышленности Терской Советской республики.

## Биография
В 1917 году был избран заместителем председателя Владикавказского Совета рабочих и солдатских депутатов. На городском партийном собрании 2 июня 1918 года избран в состав комитета Владикавказской организации РКП(б), а 3 июня, на первом заседании комитета, стал казначеем и вошел в техническую комиссию из трех человек (Белый, Тодрий, Никитин).
Участник всех съездов Народов Терека 1918 года. На 2-м съезде был избран комиссаром труда и продовольствия Терской Советской республики.
До установления советской власти во Владикавказе вёл подпольную работу. Был убит белогвардейцами во Владикавказе в 1918 году во время Августовских событий.

## Память
- Его имеем названа улица во Владикавказе (решение Исполкома Владикавказского городского Совета № 41 от 23 октября 1922 года).
- До 2010 года в Грозном была улица, носившая имя Никитина. Сегодня эта улица называется улица Дадин Айбики.
- Похоронен в братской могиле в Комсомольском парке, которая является объектом культурного наследия регионального значения.

## Источник
- Кадыков А. Н. Улицы, переулки, площади и проспекты г. Владикавказа: справочник. — Владикавказ: издательство Респект, 2010. — С. 306. — ISBN 978-5-905066-01-6
- Ларина В. И. Один из ста (Никитин И. Н.) // Их именами названы улицы. — Орджоникидзе: Ир, 1979. — С. 112—116.